# 15 de juny
El 15 de juny és el cent seixanta-sisè dia de l'any del calendari gregorià i el cent seixanta-setè en els anys de traspàs. Queden 199 dies per a finalitzar l'any. Correspon al 2 de juny del calendari julià.

## Esdeveniments
Països Catalans
- 1462, Chinon, Regne de França: Lluís XI de França hi signa el tractat de Baiona.
- 1808: Martorell, Terrassa, Girona, Tortosa i Lleida s'alcen contra els francesos, guerra del Francès.
- 1897, Barcelona: S'hi fa la darrera execució en públic.[1]
- 1923, Barcelona: Es crea l'Agrupació Fotogràfica de Catalunya.[2]
- 1977, Països Catalans: Eleccions generals espanyoles de 1977 són les primeres eleccions amb sufragi universal, lliure, directe i secret des de la Segona República. El PSC és la força més votada al Principat, el PSOE al País Valencià i UCD a les Illes Balears.
- 2003, Barcelona: Joan Laporta i Estruch guanya les eleccions a la presidència del Futbol Club Barcelona.
- 2004
  - Es crea el Bisbat de Sant Feliu de Llobregat.
  - Es crea el Bisbat de Terrassa.

Resta del món
- 1485, Emirat de Gharnata: Ferran el Catòlic entra en Qasr Bunayra[3] i Marbil-la.[4]
- 1905, Castell de Windsor, Anglaterra: el futur rei Gustau VI Adolf de Suècia contreu matrimoni amb la princesa Margarida del Regne Unit.
- 1920, Dinamarca: Slesvig del Nord és formalment retornat per Alemanya a Dinamarca, i recobra el nom de Jutlàndia Meridional, d'acord amb el resultat dels anomenats plebiscits de Slesvig.
- 1969, França: segona volta de les eleccions presidencials franceses, que guanya Georges Pompidou.
- 1977, Espanya: s'hi celebren les primeres eleccions democràtiques des de la Segona República Espanyola: UCD les guanya amb majoria relativa.
- 1983, Regne Unit: la BBC emet el primer capítol de L'Escurçó Negre.
- 1998, Microsoft Corporation publica Windows 98.

## Naixements
Països Catalans
- 1880, València: Miracle Andreu i Boigues, una de les primeres metgesses catalanes, ginecòloga i pediatra[5]
- 1883, Sabadell: Gabriel Clausellas i Aymerich, arxiver català.
- 1890, Marçà, el Priorat: Rosa Roig i Soler, pedagoga i feminista catalana, arraconada pel franquisme[6]
- 1940, Barcelona: Francesc Vendrell i Vendrell, diplomàtic català
- 1946, Sabadell: Josep-Ramon Bach i Núñez, escriptor català
- 1949, València: María Teresa Fernández de la Vega, política espanyola, vicepresidenta del govern durant la presidència del socialista Rodríguez Zapatero.[7]
- 1976, Barcelona: Tina Vallès López, escriptora, correctora, traductora i bloguera catalana.[8]
- 1992, Moixent, la Costera: Salomé Navalón Fito, futbolista valenciana, que ha jugat a la Primera Divisió com a defensa.[9]

Resta del món
- 1479, Florència: Lisa Gherardini, Monna Lisa, dama florentina que fou model pictòrica del retrat La Gioconda, de Leonardo da Vinci.[10]
- 1555, Venècia: Modesta Pozzo, escriptora, poeta i pionera del feminisme.[11]
- 1843, Bergen, Noruega: Edvard Grieg, compositor i pianista noruec.[12]
- 1845, Breslau: Emil Ernst August Tietze, geòleg.
- 1872, Anklam, Prússia: Johanna Gadski, cantant prussiana.[13]
- 1884, Council Bluffs, Iowa (EUA): Harry Langdon, actor i director cinematogràfic nord-americà, una de les principals figures de l'edat d'or del cinema còmic nord-americà
- 1885, Manchester: Adela Pankhurst, militant política sufragista[14]
- 1896, Pretòria: Inez Clare Verdoorn, botànica sud-africana, que va treballar extensament en el gènere Cycas[15]
- 1915:
  - Ann Arbor, Michigan, EUA: Thomas Huckle Weller, bacteriòleg estatunidenc, Premi Nobel de Medicina o Fisiologia de 1954[16]
  - Purwokerto, Índies Orientals Neerlandeses: Nini Arlette Theilade, ballarina de ballet i coreògrafa danesa
- 1916:
  - Milwaukee, Wisconsin, EUA: Herbert Simon, economista nord-americà, Premi Nobel d'Economia de l'any 1978[17]
  - Montbéliard, França, Francis Lopez, pseudònim de Francisco López, compositor d'operetes francès[18]
- 1917, Nova York, EUA: John Fenn, químic nord-americà, Premi Nobel de Química de l'any 2002[19]
- 1921, Pittsburgh, Pennsylvania (EUA): Erroll Garner, pianista i compositor de jazz estatunidenc [20]
- 1922, San Juan de la Frontera: Adela Neffa, escultora argentina nacionalitzada uruguaiana [21]
- 1926, Juan Griego, Illa Margarita: Modesta Bor, compositora veneçolana de gran rellevància, pianista i directora coral[22]
- 1927:
  - Rímini, Itàlia: Hugo Pratt, dibuixant de còmic italià, autor de la sèrie del Corto Maltès[23]
  - Vílnius, Lituània: Andrzej Wróblewski, pintor polonès figuratiu
- 1925, Menemen, İzmir: Attila İlhan, poeta[24]
- 1937, Niça, França: Michèle Cotta, periodista i escriptora.[25]
- 1941, Governors Island, Manhattan, Nova York, EUA: Neal Adams, dibuixant de còmic estatunidenc[26]
- 1946, Alexandria, Egipte: Demis Roussos, cantant i baixista grec[27]
- 1953, Shaanxi, Xina: Xi Jinping, polític xinès, President de la República Popular de la Xina, des del 2013.[28][29]
- 1955:
  - Madrid: Beatriz Pécker, periodista espanyola vinculada als mitjans de comunicació públics a Espanya.[30]
  - Parísː Nicole Belloubet, jurista i política francesa que ocupa el càrrec de Ministra de Justícia des de 2017.[31]
- 1963, Culver City, Califòrnia, EUA: Helen Hunt, actriu i directora estatunidenca.
- 1964
  - Fredriksberg, prop de Copenhaguen: Michael Laudrup, futbolista danès.
  - Birmingham, Alabama, (EUA): Courteney Cox, actriu i model nord-americana, coneguda pel seu paper com a Monica Geller en la popular sèrie televisiva (comèdia de situació), Friends.
- 1969:
  - Neuilly-sur-Seine, França: Cédric Pioline, exjugador de tennis francès.
  - Los Angeles, Califòrnia (EUA): Ice Cube, actor i cantant de rap estatunidenc.[32]
- 1980, 
  - Vitòria, Euskadi: Iker Romero Fernández, jugador d'handbol.
  - Vitòria, Almudena Cid Tostado, gimnasta i actriu basca, especialitzada en la gimnàstica rítmica.[33]
- 2012, París, França: Anouar Abdel-Malek, científic i polític egipci-francès d'ascendència copta.

## Necrològiques
Països Catalans
- 1936 - Granollers: Francesc Baygual i Bas, industrial tèxtil català.
- 1976 - Palma, Mallorca: Miquel Llompart Roig, ciclista de pista mallorquí.
- 2003 - Sabadell: Josep Torrella i Pineda, escriptor i historiador.
- 2015 - Barcelona: Romà Vallès, pintor i pedagog català (n. 1923).
- 2018 - Lledó d'Empordà: Montserrat Soler i Puntonet, bibliotecària i professora de biblioteconomia catalana (n. 1929).[34]

Resta del món
- 1416, París (França): Joan I de Berry, duc, fill de Joan II de França el Bo i mecenes de les arts (n. 1340).[35]
- 1849, Nashville, Tennessee (EUA): James K. Polk, 11è President dels EUA (n. 1795).[36]
- 1915 - Sant Petersburg, Rússia: Constantí "KR" de Rússia, gran duc de Rússia amb el tractament d'altesa imperial que fou un conegut escriptor en el darrer període tsarista (n. 1858).
- 1934, París (França): Alfred Bruneau, compositor i musicòleg francès (n. 1857).[18]
- 1946, San Antonio, USA: Jovita Idar, periodista, activista, educadora i treballadora pels drets civils mexicanoamericana (n. 1885).[37]
- 1962, Lausana (Suïssa): Alfred Cortot, pianista, pedagog i director d'orquestra suís (n. 1877).[38]
- 1968, Indianapolis, Indiana (EUA): Wes Montgomery, guitarrista de jazz (n. 1923).[39]
- 1996 - Beverly Hills, Califòrnia: Ella Fitzgerald, cantant nord-americana de jazz (n. 1917).[40]
- 1971 - Salamanca (Espanya): Wendell Meredith Stanley, químic i bioquímic nord-americà, Premi Nobel de Química de 1946 (n. 1904).[41]
- 2000 - Vézelay (França): Jules Roy, escriptor i militar francès (n. 1907).[42]
- 2013 - Saco, Maine (EUA): Kenneth Geddes Wilson, físic nord-americà, Premi Nobel de Física de 1982 (n. 1936).[43]
- 2019 - Vancouverː Marta Harnecker, pensadora marxista xilena (n. 1937).[44]

## Festes i commemoracions
- Sants al Martirologi romà (2011):[45]
  - Amós, profeta
  - Guiu de Lucània, màrtir
  - sant Bernat d'Aosta, canonge i fundador
  - Esiqui i Juli de Silistra, màrtirs (302);
  - Abraham de Saint-Cirgues, monjo (477)
  - Landelí de Crespin, abat (698);
  - Lotari de Séez, bisbe (756); Benilda de Còrdova, màrtir (853);
  - Isfrid de Ratzeburg, bisbe (1204);
  - Germana Cosin, verge (1601);
  - Bàrbara Cui Lianzhi, màrtir (1900).
  - Beats: Thomas Scryven, màrtir cartoixà (1537);
  - Peter Snow i Rudolph Grimston, màrtirs (1598);
  - Luigi Maria Palazzolo, fundador (1886);
  - Albertina Berkenbrock, verge i màrtir (1931);
  - Clemente Vismara, sacerdot missioner.
- Sants Acaïc de Corint i Fortunat l'Apòstol, dos dels Setanta deixebles; 
  - Tacià de Cilícia, màrtir (300);
  - Modest i Crescència de Lucània, màrtirs llegendaris;
  - Libe, Leonís i Eutròpia de Palmira, màrtirs (303);
  - Orsiesi de Tabenna, eremita (ca. 308); Melà de Vivèrs, bisbe (549);
  - Vorec de Penmarch, eremita (585); Vouga de Lesneven, bisbe (s. VI);
  - Trillo de Llandrillo, abat (s. VII);
  - Constantí de Beauvais, bisbe (706);
  - Eigil de Fulda (822); Hilarià, màrtir (segle ix);
  - Edburga de Winchester, abadessa (960).
- Beats: 
  - Domicià i Adelí de Lobbes, monjos (s. VII-VIII);
  - Gebhard de Salzburg, bisbet (1088);
  - Adelaida de La Cambare, monja (1250);
  - Angelo da Clareno, franciscà, fundador dels Germans de la Vida Pobra (1337);
  - Ferran de Portugal i Lancaster, príncep màrtir.
  - Juan Rodríguez i Pere de Terol, Pietro Nolasco Perra.
- Venerables: 
  - Venerable Klara Fietz, clarissa (1937).
  - Venerats a l'Orde de la Mercè: sant Pere de Cervis, màrtir;

Església Copta
- 8 Baoni: Tamada màrtir i els seus fills i Armeni i la seva mare, màrtirs; Jordi el Jove, màrtir (1387); consagració de l'Església de la Mare de Déu de Mostorod (1185).

Església Ortodoxa (segons el calendari julià)Se celebren els corresponents al 28 de juny del calendari gregorià.
Església Ortodoxa (segons el calendari gregorià)Corresponen al 2 de juny del calendari julià litúrgic:
- Sants Potí de Lió, màrtir; Asprocastre de Belgrad, màrtir; Nicèfor I de Constantinoble, patriarca (829); Marinos Banos, monjo (s. X); Maria, màrtir (s. X); Joan el Jove de Suceava o de Trebisonda, o de Belgrad, màrtir (1332); translació de les reliquies de Juliana de Vjaz'ma, princesa; Demetri de Filadèlfia (1657); Constantí dels Agarens del Mont Atos (1819); Erasme d'Ocrida, màrtir.

Església de Geòrgia
- Dodó de Gareja (596) (també a la Siríaca)
- Xota Rustaweli, monjo i poeta.

Església d'Anglaterra
- Evelyn Underhill, autora espiritual (1941).

Església Episcopal dels Estats Units
- Evelyn Underhill, teòloga i mística (1941).